# لاس پالماس
لاس پالماس (اسپانیایی: Las Palmas de Gran Canaria) مرکز استان لاس پالماس اسپانیا است. این شهر واقع در جزیره گران کاناریا از سری مجمع الجزایر قناری می‌باشد.
جمعیت آن ۳۸۳٬۳۰۸ نفر و مساحتش ۱۰۰ کیلومتر مربع است.

## تاریخ
این شهر توسط خوان رجون در ۲۴ ژوئن ۱۴۷۸ با نام "لاس پالماس " تأسیس شد. رجون رئیس ارتش مهاجم کاستیل بود، که سپس با مردم محلی درگیر جنگ شد.
جنگ در دهانه دره گینیگوادا آغاز شد، جایی که او به همراه ۳۰ سرباز خود در منطقه وگتا است، مستقر شدند.
این مبارزه به مدت پنج سال به طول انجامید و جان بسیاری را گرفت، به ویژه در طرف بومیان، که فاقد ابزار کافی برای دفاع از خود در برابر ارتش‌های اعزامی توسط فرمانروایان کاتولیک بود. با وجود این، مقاومت شدید بود. پایان فتح در سال ۱۴۸۳، با ادغام جزیره در تاج کاستیا توسط پدرو د ورا، که توانست بومیان گولدار را در شمال غربی جزیره تسلیم کند.
۲۰ نوامبر ۱۴۸۵ اسقف نشین از ال روبیکون (لانزاروته) به رئال لاس پالماس منتقل شد. با تأسیس اسقف اعظم جزایر قناری، اولین دادگاه تفتیش عقاید مقدس، دربار سلطنتی جزایر قناری و محل اقامت کاپیتان کل جزایر قناری، اهمیت شهر به تدریج افزایش یافت. اگرچه پایتخت، همان‌طور که از قرن ۱۹ به بعد فهمیده شد، در مجمع الجزایر به این صورت وجود نداشت، با توجه به اینکه محل اقامت کاپیتان ژنرال در لاس پالماس بود، می‌توان در نظر گرفت که این پایتخت جزایر قناری در بخشی از قرن شانزدهم بوده‌است. و قرن هفدهم؛ پس از آن، اگرچه بدون اهمیت حقوقی یا واقعی، همچنان به عنوان پایتخت افتخاری مجمع الجزایر قناری در نظر گرفته شد.
در سال ۱۴۹۲، کریستف کلمب (به اسپانیایی: Cristóbal Colón) برای تعمیر سکان کشتی خود پینتا در بندر لاس پالماس لنگر انداخت و مدتی را در اولین سفر خود به قاره آمریکا در جزیره همسایه گذراند. او همچنین در راه بازگشت به اسپانیا در آنجا توقف کرد. کولون خانه یک موزه در Vegueta  [ES] منطقه از شهرستان - بعد از او نام.
در سال ۱۵۹۵، فرانسیس دریک سعی کرد شهر را غارت کند، که منجر به نبرد لاس پالماس شد. حمله هلندی تحت فرمانده دریاسالار پیتر وان در دور در ۱۵۹۹ تنها کمی موفق تر بود. برخی از شهر ویران شد، اما مهاجمان دفع شدند.
بندر لاس پالماس، پورتو د لا لوز (بین‌المللی به عنوان شناخته شده لا پورت لوز)، تا حد زیادی از بسته شدن بهره‌مند کانال سوئز در طول بحران سوئز. در آن زمان بسیاری از کارگران خارجی به این شهر مهاجرت کردند.

## مناطق و ناحیه‌ها
لاس پالماس به پنج ناحیه اداری تقسیم می‌شود که به نوبه خود به ناحیه‌هایی تقسیم می‌شوند که لزوماً با محله‌های سنتی سازگار نیستند.
| نه | ناحیه                       | جمعیت   |
| -- | --------------------------- | ------- |
| ۱  | Vegueta , Cono Sur y Tafira | ۷۳٬۲۴۳  |
| ۲  | سنترو                       | ۸۸٬۵۴۶  |
| ۳  | La Isleta-Puerto-Canteras   | ۷۱٬۴۱۲  |
| ۴  | سیوداد آلتا                 | ۱۰۱٬۶۸۴ |
| ۵  | Tamaraceite-San Lorenzo     | ۳۹٬۱۹۱  |

## نگارخانه

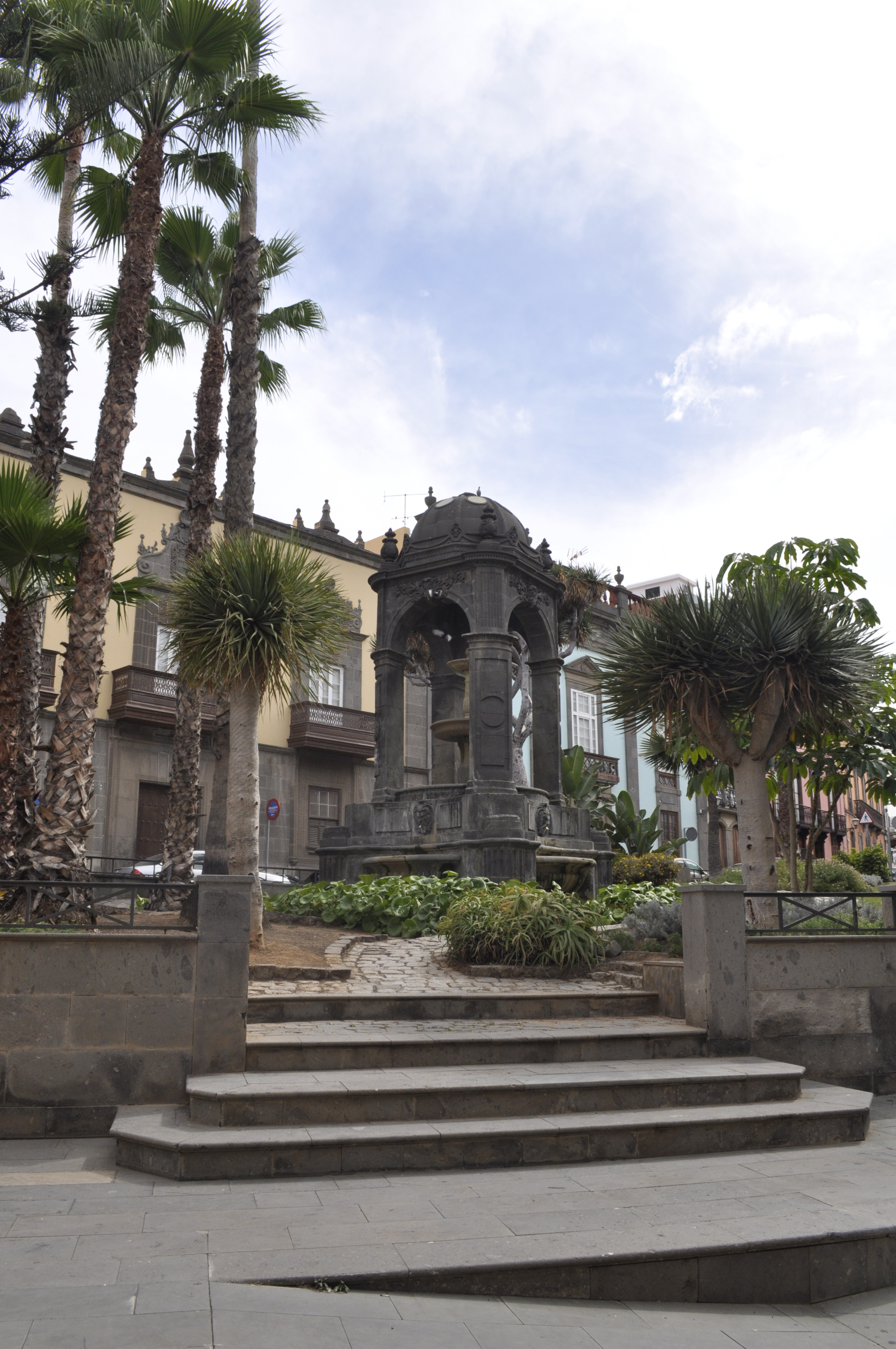
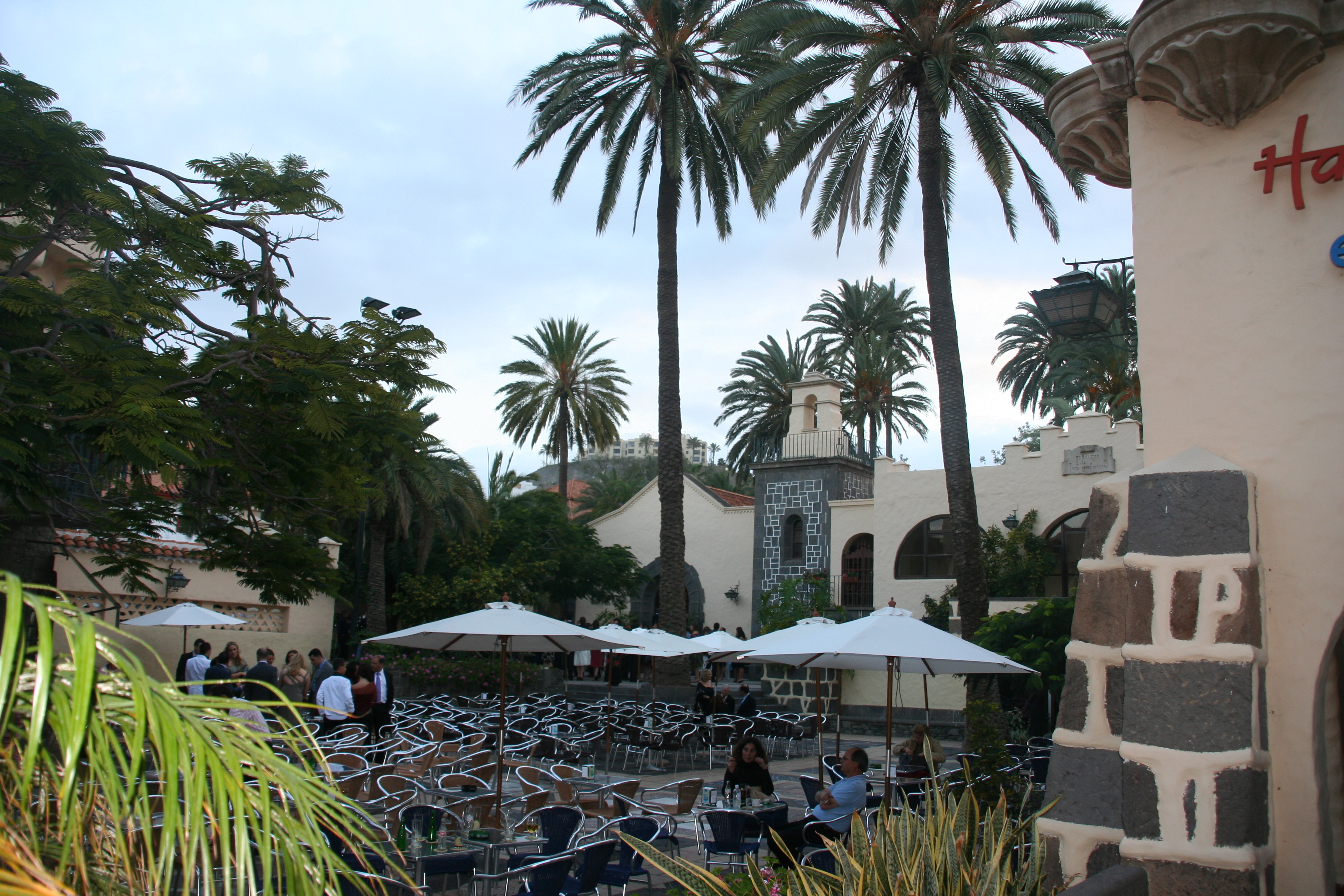
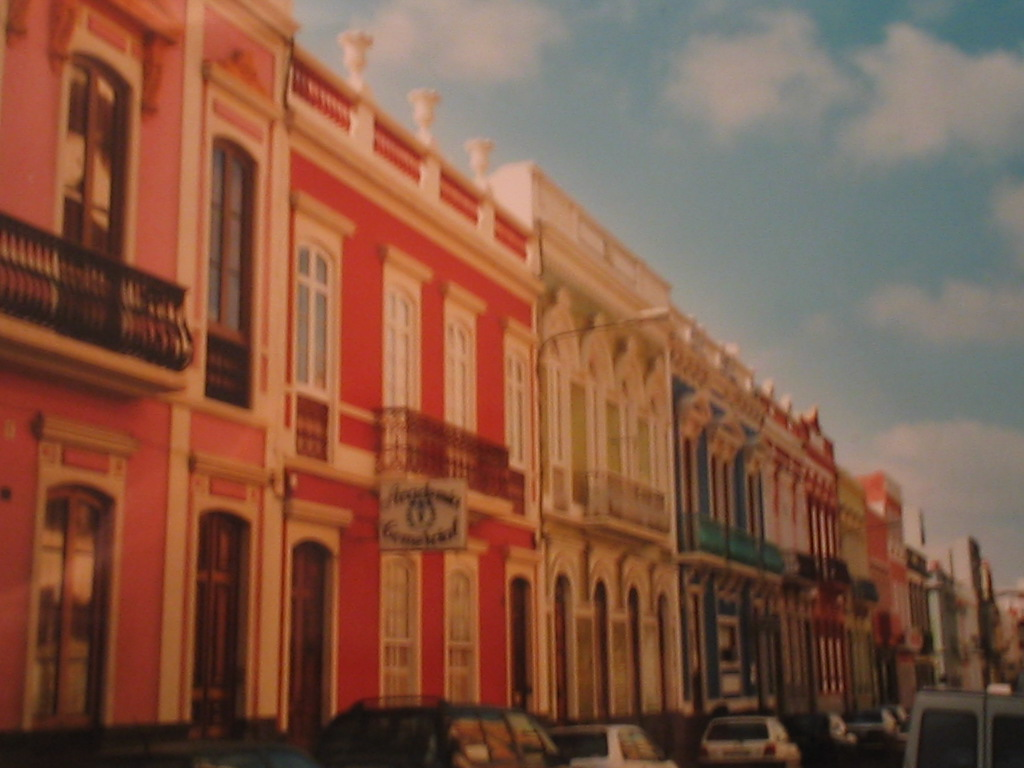
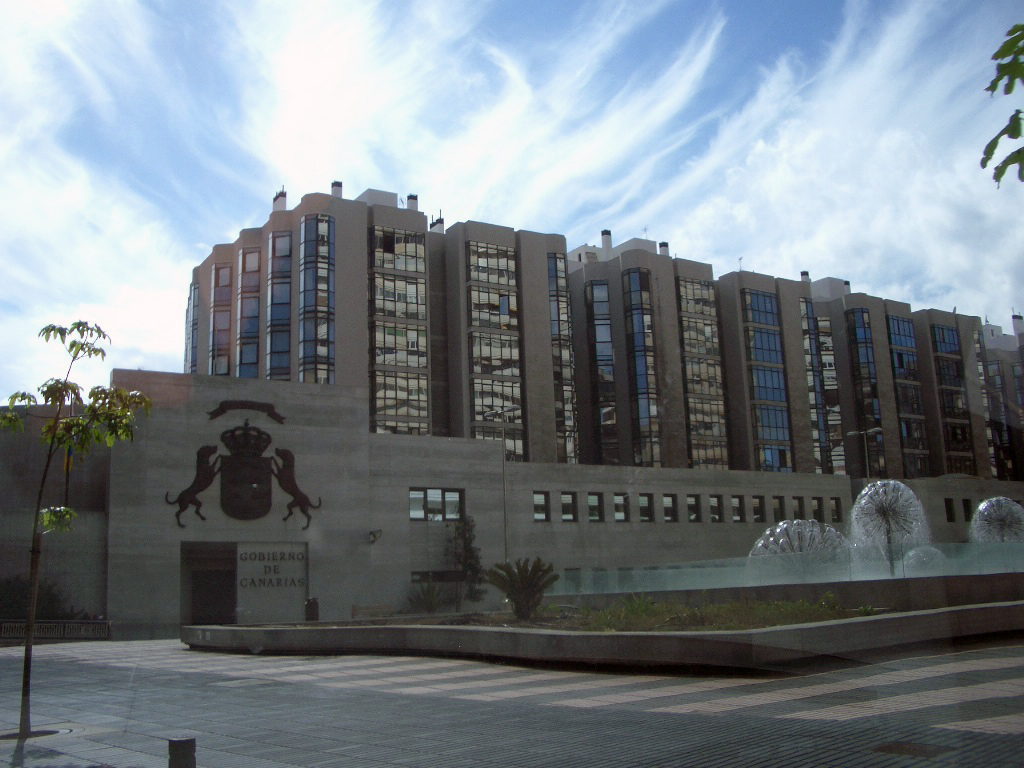
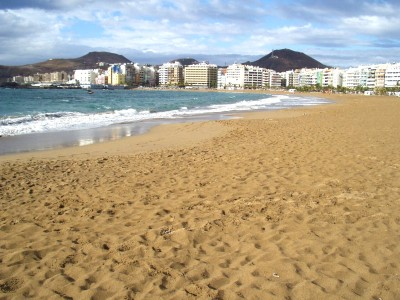
ساحل لاس کانتراس
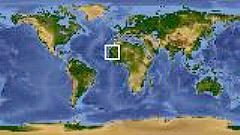
لاس پالماس بر نقشه جهان